# Bay Area Rapid Transit
Bay Area Rapid Transit (BART) är ett regionalt tunnelbanesystem som knyter samman San Francisco med tillhörande förstäder österut och söderut i San Francisco Bay Area. Den utgör ett slutet system på 167 kilometers längd och 43 stationer utan förbindelse med järnvägen, med avvikande standard för lastprofil och spårvidd (1 676 mm bredspår). Den första linjen invigdes den 11 september 1972. 
Det finns 5 linjer som förbinder San Francisco med platser som Oakland, Berkeley och San Francisco International Airport. Med transferbussar finns även förbindelse med Oakland International Airport.

## Beskrivning
I centrala San Francisco och centrala Oakland är det underjordiska stationer och spår och ganska täta tåg (linjerna går i gemensam sträckning här). Utanför centrum är det relativt långt mellan stationerna och tågen går ganska långt in i omgivande städer, upp till 50 kilometer bort. Det är cirka 500–1 000 meter mellan stationerna i centrum, dock 1–5 kilometer utanför innerstaden. Det relativt långa avståndet mellan stationerna ger en hög medelhastighet, vilket är viktigt för att konkurrera med bil i de relativt glest befolkade fjärrförorterna till San Francisco. Bil är annars det starkt ledande transportmedlet i USA:s städer. I centrum går fyra av linjerna i samma spår, vilket ger en turtäthet med ett tåg var fjärde minut. Genom centrum och under bukten mellan stationerna West Oakland och Balboa Park går järnvägen i en tunnel som är 20 km lång, USA:s längsta järnvägstunnel, om det räknas som en järnväg. Enligt ett synsätt är inte underjordiska stationer del av en tunnel. Under bukten går en 9 km lång tunnel utan stationer kallad "Transbay Tube".
Utöver detta tunnelbanesystem finns i San Francisco ett system kallat "Muni Metro", vilket är ett spårvagnsnät som går tillsammans med biltrafik utanför innerstaden och i tunnlar i centrala staden och då har höga plattformar där. Vissa stationer är gemensamma med BART, fast olika spår, vilket ger bra övergångsmöjligheter.
Från San Francisco söderut finns ett separat dieseldrivet pendeltågssystem, kallat Caltrain, som går till bland annat Palo Alto och San Jose. Dessa tåg utgår från en ganska centralt belägen station men bytesmöjligheterna där är dåliga och de allra flesta passagerare byter i praktiken till tunnelbana vid Millbrae nära flygplatsen.[källa behövs]
Fjärrtåg avgår från stationer i Oakland och Richmond öster om bukten. Fjärrtåg (för persontrafik) har dock liten betydelse i USA (långsamma och har svårt att konkurrera med bil på kortare sträckor och med flyg på längre).
Under 2010-talet kommer BART att byggas ut 16 km söderut från Fremont till San Jose.
|  | Head station |

|  | Station on track |

|  | Station on track |

|  | Station on track |

|  | Station on track |

|  | Station on track |

|  | Station on track |

|  | Enter and exit tunnel |

|  | Station on track |

| Head station | Straight track |

| Station on track | Straight track |

| Station on track | Straight track |

| Unknown BSicon "tSTRa" | Straight track |

| Unknown BSicon "tBHF" | Straight track |

| Unknown BSicon "tBHF" | Straight track |

| Unknown BSicon "tBHF" | Straight track |

| Unknown BSicon "tSTRe" | Straight track |

| Unknown BSicon "ABZg+l" | One way rightward |

| Station on track |

| Unknown BSicon "tSTRa" |

| Unknown BSicon "tBHF" |

| Unknown BSicon "tBHF" |

| Unknown BSicon "tABZg+l" |

| Unknown BSicon "tSTRe" |

| Station on track |

| Unknown BSicon "tSTRa" |

| Unknown BSicon "tKRZW" |

|  |  |

|  | Head station |

|  | Station on track |

|  | Station on track |

|  | Station on track |

|  | Station on track |

|  | Station on track |

|  | Station on track |

|  | Enter and exit tunnel |

|  | Station on track |

| Head station | Straight track |

| Station on track | Straight track |

| Station on track | Straight track |

| Unknown BSicon "tSTRa" | Straight track |

| Unknown BSicon "tBHF" | Straight track |

| Unknown BSicon "tBHF" | Straight track |

| Unknown BSicon "tBHF" | Straight track |

| Unknown BSicon "tSTRe" | Straight track |

| Unknown BSicon "ABZg+l" | One way rightward |

| Station on track |

| Unknown BSicon "tSTRa" |

| Unknown BSicon "tBHF" |

| Unknown BSicon "tBHF" |

| Unknown BSicon "tABZg+l" |

| Unknown BSicon "tSTRe" |

| Station on track |

| Unknown BSicon "tSTRa" |

| Unknown BSicon "tKRZW" |

|  |  |

|  | Head station |

|  | Station on track |

|  | Station on track |

|  | Station on track |

| Head station | Straight track |

| Station on track | Straight track |

| One way leftward | Unknown BSicon "ABZg+r" |

|  | Station on track |

|  | Station on track |

|  | Station on track |

|  | Station on track |

|  | Unknown BSicon "tSTRa" |

|  | Unknown BSicon "tBHF" |

|  | Unknown BSicon "tABZg+r" |

|  | Unknown BSicon "tSTRe" |

|  | Station on track |

|  | Unknown BSicon "tSTRa" |

|  | Unknown BSicon "tKRZW" |

|  |  |

|  | Head station |

|  | Station on track |

|  | Station on track |

|  | Station on track |

| Head station | Straight track |

| Station on track | Straight track |

| One way leftward | Unknown BSicon "ABZg+r" |

|  | Station on track |

|  | Station on track |

|  | Station on track |

|  | Station on track |

|  | Unknown BSicon "tSTRa" |

|  | Unknown BSicon "tBHF" |

|  | Unknown BSicon "tABZg+r" |

|  | Unknown BSicon "tSTRe" |

|  | Station on track |

|  | Unknown BSicon "tSTRa" |

|  | Unknown BSicon "tKRZW" |

|  |  |

|  | Unknown BSicon "tKRZW" |

|  | Unknown BSicon "tBHF" |

|  | Unknown BSicon "tBHF" |

|  | Unknown BSicon "tBHF" |

|  | Unknown BSicon "tBHF" |

|  | Unknown BSicon "tBHF" |

|  | Unknown BSicon "tBHF" |

|  | Unknown BSicon "tBHF" |

|  | Unknown BSicon "tSTRe" |

|  | Station on track |

|  | Station on track |

|  | Station on track |

|  | Unknown BSicon "tSTRa" |

|  | Unknown BSicon "tBHF" |

|  | Unknown BSicon "tBHF" |

|  | Unknown BSicon "tSTRe" |

| Unknown BSicon "STR+l" | Unknown BSicon "ABZgr" |

| Straight track | End station |

| End station |

|  | Unknown BSicon "tKRZW" |

|  | Unknown BSicon "tBHF" |

|  | Unknown BSicon "tBHF" |

|  | Unknown BSicon "tBHF" |

|  | Unknown BSicon "tBHF" |

|  | Unknown BSicon "tBHF" |

|  | Unknown BSicon "tBHF" |

|  | Unknown BSicon "tBHF" |

|  | Unknown BSicon "tSTRe" |

|  | Station on track |

|  | Station on track |

|  | Station on track |

|  | Unknown BSicon "tSTRa" |

|  | Unknown BSicon "tBHF" |

|  | Unknown BSicon "tBHF" |

|  | Unknown BSicon "tSTRe" |

| Unknown BSicon "STR+l" | Unknown BSicon "ABZgr" |

| Straight track | End station |

| End station |